# Ökölvívás a 2010. évi nyári ifjúsági olimpiai játékokon
A 2010. évi nyári ifjúsági olimpiai játékokon az ökölvívás mérkőzéseinek Szingapúrban a Suntec Singapore International Convention and Exhibition Centre adott otthont augusztus 21. és 25. között. Összesen 11 súlycsoportban avattak ifjúsági olimpiai bajnokot.

## Naptár
| Dátum         | Kezdés időpontja | Időtartam | Forduló         |
| ------------- | ---------------- | --------- | --------------- |
| augusztus 21. | 14:00            | 7 óra     | 1. forduló      |
| augusztus 22. | 14:00            | 7 óra     | Elődöntők       |
| augusztus 23. | 18:00            | 3 óra     | 5. helyért      |
| augusztus 24. | 18:00            | 3 óra     | Bronzmérkőzések |
| augusztus 25. | 14:00            | 6 óra     | Döntők          |

## Éremtáblázat
Magyarország eltérő háttérszínnel, az egyes számoszlopok legmagasabb értéke, vagy értékei vastagítással kiemelve.
| A 2010. évi nyári ifjúsági olimpiai játékok éremtáblázata ökölvívásban | A 2010. évi nyári ifjúsági olimpiai játékok éremtáblázata ökölvívásban | A 2010. évi nyári ifjúsági olimpiai játékok éremtáblázata ökölvívásban | A 2010. évi nyári ifjúsági olimpiai játékok éremtáblázata ökölvívásban | A 2010. évi nyári ifjúsági olimpiai játékok éremtáblázata ökölvívásban | Olimpia  |
| ---------------------------------------------------------------------- | ---------------------------------------------------------------------- | ---------------------------------------------------------------------- | ---------------------------------------------------------------------- | ---------------------------------------------------------------------- | -------- |
|                                                                        | Ország                                                                 | Arany                                                                  | Ezüst                                                                  | Bronz                                                                  | Összesen |
| 1.                                                                     | Kuba (CUB)                                                             | 3                                                                      | 0                                                                      | 0                                                                      | 3        |
| 2.                                                                     | Litvánia (LTU)                                                         | 2                                                                      | 0                                                                      | 0                                                                      | 2        |
| 3.                                                                     | Ausztrália (AUS)                                                       | 1                                                                      | 1                                                                      | 0                                                                      | 2        |
|                                                                        | Írország (IRL)                                                         | 1                                                                      | 0                                                                      | 0                                                                      | 1        |
|                                                                        | Németország (GER)                                                      | 1                                                                      | 0                                                                      | 0                                                                      | 1        |
|                                                                        | Franciaország (FRA)                                                    | 1                                                                      | 0                                                                      | 0                                                                      | 1        |
|                                                                        | Puerto Rico (PUR)                                                      | 1                                                                      | 0                                                                      | 0                                                                      | 1        |
|                                                                        | Brazília (BRA)                                                         | 1                                                                      | 0                                                                      | 0                                                                      | 1        |
|                                                                        |                                                                        |                                                                        |                                                                        |                                                                        |          |
| 9.                                                                     | Azerbajdzsán (AZE)                                                     | 0                                                                      | 2                                                                      | 0                                                                      | 2        |
| 10.                                                                    | Üzbegisztán (UZB)                                                      | 0                                                                      | 1                                                                      | 2                                                                      | 3        |
| 11.                                                                    | India (IND)                                                            | 0                                                                      | 1                                                                      | 1                                                                      | 2        |
|                                                                        | Törökország (TUR)                                                      | 0                                                                      | 1                                                                      | 1                                                                      | 2        |
|                                                                        | Venezuela (VEN)                                                        | 0                                                                      | 1                                                                      | 1                                                                      | 2        |
| 14.                                                                    | Nauru (NRU)                                                            | 0                                                                      | 1                                                                      | 0                                                                      | 1        |
|                                                                        | Kolumbia (COL)                                                         | 0                                                                      | 1                                                                      | 0                                                                      | 1        |
|                                                                        | Olaszország (ITA)                                                      | 0                                                                      | 1                                                                      | 0                                                                      | 1        |
|                                                                        | Új-Zéland (NZL)                                                        | 0                                                                      | 1                                                                      | 0                                                                      | 1        |
|                                                                        |                                                                        |                                                                        |                                                                        |                                                                        |          |
| 18.                                                                    | Moldova (MDA)                                                          | 0                                                                      | 0                                                                      | 1                                                                      | 1        |
|                                                                        | Lengyelország (POL)                                                    | 0                                                                      | 0                                                                      | 1                                                                      | 1        |
|                                                                        | Argentína (ARG)                                                        | 0                                                                      | 0                                                                      | 1                                                                      | 1        |
|                                                                        | Türkmenisztán (TKM)                                                    | 0                                                                      | 0                                                                      | 1                                                                      | 1        |
|                                                                        | Magyarország (HUN)                                                     | 0                                                                      | 0                                                                      | 1                                                                      | 1        |
|                                                                        | Egyiptom (EGY)                                                         | 0                                                                      | 0                                                                      | 1                                                                      | 1        |
|                                                                        |                                                                        |                                                                        |                                                                        |                                                                        |          |
| Összesen                                                               | Összesen                                                               | 11                                                                     | 11                                                                     | 11                                                                     | 33       |

## Érmesek
| Súlycsoport | Arany                                  | Ezüst                                 | Bronz                                   |
| ----------- | -------------------------------------- | ------------------------------------- | --------------------------------------- |
| 48 kg       | Ryan Burnett · Írország (IRL)          | Salman Alizada · Azerbajdzsán (AZE)   | Zohidjon Hoorboyev · Üzbegisztán (UZB)  |
| 51 kg       | Emmanuel Rodriguez · Puerto Rico (PUR) | Dj Maaki · Nauru (NRU)                | Hesham Abdelaal · Egyiptom (EGY)        |
| 54 kg       | Robeisy Eloy Ramirez · Kuba (CUB)      | Siva Thapa · India (IND)              | Dawid Michelus · Lengyelország (POL)    |
| 57 kg       | Artur Bril · Németország (GER)         | Elvin Isayev · Azerbajdzsán (AZE)     | Fradimil Macayo · Venezuela (VEN)       |
| 60 kg       | Evaldas Petrauskas · Litvánia (LTU)    | Brett Mather · Ausztrália (AUS)       | Krishan Vikas · India (IND)             |
| 64 kg       | Ricardas Kuncaitis · Litvánia (LTU)    | Samuel Zapata · Venezuela (VEN)       | Fabian Maidana · Argentína (ARG)        |
| 69 kg       | David Lourenço · Brazília (BRA)        | Ahmad Mamadjanov · Üzbegisztán (UZB)  | Nursahat Pazziyev · Türkmenisztán (TKM) |
| 75 kg       | Damien Hooper · Ausztrália (AUS)       | Juan Carlos Carrillo · Kolumbia (COL) | Harcsa Zoltán · Magyarország (HUN)      |
| 81 kg       | Irosvani Duverger · Kuba (CUB)         | Burak Aksin · Törökország (TUR)       | Sardorbek Begaliev · Üzbegisztán (UZB)  |
| 91 kg       | Lenier Eunice Pero · Kuba (CUB)        | Fabio Turchi · Olaszország (ITA)      | Umit Can Patir · Törökország (TUR)      |
| +91 kg      | Tony Yoka · Franciaország (FRA)        | Joseph Parker · Új-Zéland (NZL)       | Daniil Svaresciuc · Moldova (MDA)       |